# Reichstagswahlkreis Herzogtum Anhalt 1

Die Wahlkreisaufteilung des Deutschen Reichs.

Der Reichstagswahlkreis Herzogtum Anhalt 1 (in der reichsweiten Durchnummerierung auch Reichstagswahlkreis 369; auch Reichstagswahlkreis Dessau-Zerbst genannt) war der erste Reichstagswahlkreis für das Herzogtum Anhalt für die Reichstagswahlen im Deutschen Reich und im Norddeutschen Bund von 1867 bis 1918.

## Wahlkreiszuschnitt
Der Wahlkreis umfasste den Kreis Dessau, den Kreis Zerbst und das östlich der Magdeburg-Leipziger Eisenbahn gelegene Teil des Kreises Köthen.
| Jahr | Einwohner |
| ---- | --------- |
| 1890 | 123.807   |
| 1895 | 137.238   |
| 1900 | 151.183   |
| 1905 | 161.169   |
| 1910 | 166.962   |

|      | Landwirtschaft | Industrie und Gewerbe | Handel und Dienstleistungen |
| ---- | -------------- | --------------------- | --------------------------- |
| 1895 | 38,5           | 41,8                  | 19,7                        |
| 1907 | 26,9           | 46,9                  | 26,3                        |

|      | Evangelisch | Katholisch |
| ---- | ----------- | ---------- |
| 1890 | 97,5        | 1,9        |
| 1905 | 96,4        | 2,5        |
| 1910 | 96,2        | 2,9        |

## Abgeordnete
| Wahl                                 | Abgeordneter      | Partei                  | Bild |
| ------------------------------------ | ----------------- | ----------------------- | ---- |
| Reichstagswahl Februar 1867 bis 1871 | August Köppe      | Nationalliberale Partei | 0    |
| Reichstagswahl 1871 bis 1874         | John Prince-Smith | Nationalliberale Partei |      |
| Reichstagswahl 1874 bis 1881         | Ludwig von Cuny   | Nationalliberale Partei |      |
| Reichstagswahl 1881 bis 1884         | Erich Sello       | Liberale Vereinigung    |      |
| Reichstagswahl 1884 bis 1890         | Gustav Ziegler    | Nationalliberale Partei | 0    |
| Reichstagswahl 1890 bis 1903         | Richard Roesicke  | liberal, später FVg     | 0    |
| Ersatzwahl 1903 bis 1912             | Karl Schrader     | FVg                     | 0    |
| Reichstagswahl 1912 bis 1912         | Wolfgang Heine    | SPD                     |      |

## Wahlen

### 1867 (Februar)
Es fand nur ein Wahlgang statt. Die Zahl der gültigen Stimmen betrug 15.493.
| Kandidat     | Partei | Stimmen | in % | Anmerkungen |
| ------------ | ------ | ------- | ---- | ----------- |
| August Köppe | NLP    | 11.419  | 0    | 0           |

### 1867 (August)
Es fand nur ein Wahlgang statt. Die Zahl der gültigen Stimmen betrug 7472.
| Kandidat     | Partei | Stimmen | in % | Anmerkungen |
| ------------ | ------ | ------- | ---- | ----------- |
| August Köppe | NLP    | 6765    | 0    | 0           |

### 1871
Es fand nur ein Wahlgang statt. Die Zahl der Wahlberechtigten betrug 18.454. Die Zahl der abgegebenen gültigen Stimmen betrug 9589, 39 Stimmen waren ungültig. Die Wahlbeteiligung belief sich auf 52,2 %.
| Kandidat          | Partei   | Stimmen | in % | Anmerkungen |
| ----------------- | -------- | ------- | ---- | ----------- |
| John Prince-Smith | NLP      | 8890    | 0    | 0           |
| Aurin             | S (Lass) | 579     | 0    | Schuhmacher |
|                   | Kons     | 39      | 0    | Schuhmacher |
| 0                 | Sonstige | 82      | 0    | 0           |

### 1874
Es fand nur ein Wahlgang statt. Die Zahl der Wahlberechtigten betrug 19.892. Die Zahl der abgegebenen gültigen Stimmen betrug 13135, 64 Stimmen waren ungültig. Die Wahlbeteiligung belief sich auf 66,5 %.
| Kandidat        | Partei   | Stimmen | in % | Anmerkungen |
| --------------- | -------- | ------- | ---- | ----------- |
| Ludwig von Cuny | NLP      | 9067    | 0    | 0           |
| Aurin           | S (Lass) | 2767    | 0    | Schuhmacher |
| Julius Hoppe    | F        | 1296    | 0    | Schuhmacher |
| 0               | Sonstige | 5       | 0    | 0           |

### 1877
Es fand nur ein Wahlgang statt. Die Zahl der Wahlberechtigten betrug 21.066. Die Zahl der abgegebenen gültigen Stimmen betrug 13.221, 32 Stimmen waren ungültig. Die Wahlbeteiligung belief sich auf 62,9 %.
| Kandidat        | Partei   | Stimmen | in % | Anmerkungen |
| --------------- | -------- | ------- | ---- | ----------- |
| Ludwig von Cuny | NLP      | 10.041  | 0    | 0           |
| Bruno Geiser    | S        | 2362    | 0    | Schuhmacher |
| Albert Träger   | F        | 810     | 0    | Schuhmacher |
| 0               | Sonstige | 8       | 0    | 0           |

### 1878
Es fand nur ein Wahlgang statt. Die Zahl der Wahlberechtigten betrug 21.396. Die Zahl der abgegebenen gültigen Stimmen betrug 14.879, 30 Stimmen waren ungültig. Die Wahlbeteiligung belief sich auf 69 %.
| Kandidat        | Partei   | Stimmen | in % | Anmerkungen |
| --------------- | -------- | ------- | ---- | ----------- |
| Ludwig von Cuny | NLP      | 9801    | 0    | 0           |
| Dr. Weigert     | NLP      | 5054    | 0    | Schuhmacher |
| 0               | Sonstige | 24      | 0    | 0           |

### 1881
Es fanden zwei Wahlgänge statt. Die Zahl der Wahlberechtigten betrug 22.228. Die Zahl der abgegebenen gültigen Stimmen betrug im ersten Wahlgang 13.306, 15 Stimmen waren ungültig. Die Wahlbeteiligung belief sich auf 59,9 %.
| Kandidat        | Partei   | Stimmen | in % | Anmerkungen |
| --------------- | -------- | ------- | ---- | ----------- |
| Ludwig von Cuny | NLP      | 6626    | 0    | 0           |
| Erich Sello     | LibV     | 5054    | 0    | 0           |
| Bruno Geiser    | S        | 3484    | 0    | Redakteur   |
| 0               | Sonstige | 41      | 0    | 0           |

Die Zahl der abgegebenen gültigen Stimmen betrug in der Stichwahl 17.431, 25 Stimmen waren ungültig. Die Wahlbeteiligung belief sich auf 78,5 %.
| Kandidat        | Partei | Stimmen | in % | Anmerkungen |
| --------------- | ------ | ------- | ---- | ----------- |
| Ludwig von Cuny | NLP    | 7251    | 0    | 0           |
| Erich Sello     | LibV   | 10.174  | 0    | 0           |

### 1884
Es fand nur ein Wahlgang statt. Die Zahl der Wahlberechtigten betrug 23.492. Die Zahl der abgegebenen gültigen Stimmen betrug 15.461, 31 Stimmen waren ungültig. Die Wahlbeteiligung belief sich auf 65,9 %.
| Kandidat       | Partei   | Stimmen | in % | Anmerkungen |
| -------------- | -------- | ------- | ---- | ----------- |
| Gustav Ziegler | NLP      | 7894    | 0    | 0           |
|                | F        | 6863    | 0    | Schuhmacher |
|                | S        | 697     | 0    | Schuhmacher |
| 0              | Sonstige | 7       | 0    | 0           |

### 1887
Es fand nur ein Wahlgang statt. Die Zahl der Wahlberechtigten betrug 24.741. Die Zahl der abgegebenen gültigen Stimmen betrug 20.319, 34 Stimmen waren ungültig. Die Wahlbeteiligung belief sich auf 82,3 %.
| Kandidat         | Partei   | Stimmen | in % | Anmerkungen |
| ---------------- | -------- | ------- | ---- | ----------- |
| Gustav Ziegler   | NLP      | 10.926  | 0    | 0           |
| Richard Roesicke | F        | 7309    | 0    | 0           |
|                  | S        | 2078    | 0    | Redakteur   |
| 0                | Sonstige | 6       | 0    | 0           |

Gustav Ziegler starb am 17. Januar 1890. Wegen der Nähe zur regulären Reichstagswahl erfolgte keine Ersatzwahl.

### 1890
Die NLP, die den Wahlkreis bisher dominiert hatte, entschied sich, Richard Roesicke als Kandidaten aufzustellen, den Ziegler zu Lebzeiten bereits als Nachfolger empfohlen hatte. Richard Roesicke trat offiziell als Unabhängiger an und verpflichtete sich, sich nicht der Fraktion der Deutsch-Freisinnigen anzuschließen. Da er aber bei der Reichstagswahl 1887 die NLP heftig angegriffen hatte, unterstützte der rechte Flügel der NLP stattdessen den konservativen Kandidaten.
Es fand nur ein Wahlgang statt. Die Zahl der Wahlberechtigten betrug 26.031. Die Zahl der abgegebenen gültigen Stimmen betrug 20.046, 65 Stimmen waren ungültig. Die Wahlbeteiligung belief sich auf 77,0 %.
| Kandidat                        | Partei       | Stimmen | in %   | Anmerkungen |
| ------------------------------- | ------------ | ------- | ------ | ----------- |
| Richard Roesicke                | Unabhängiger | 11.010  | 55,1 % | 0           |
| August Heisterman von Ziehlberg | Kons         | 2602    | 13,0 % | Domänenrat  |
| Singer                          | S            | 6346    | 31,8 % | 0           |
| 0                               | Sonstige     | 23      | 0,1 %  | 0           |

### 1893
Roesicke wurde erneut von NLP und Freisinniger Volkspartei unterstützt. Der Kandidat der Konservativen, der Oberamtmann Säuberlich wurde von BdL, der DSP und dem Anhaltinischen Handwerkerbund unterstützt. Da weder Säuberlich noch Roesicke in der Jesuitenfrage die Position des Zentrums teilten, stellte die Zentrumspartei einen eigenen Kandidaten auf.
Es fanden zwei Wahlgänge statt. Die Zahl der Wahlberechtigten betrug 28.105. Die Zahl der abgegebenen gültigen Stimmen betrug im ersten Wahlgang 22.444, 41 Stimmen waren ungültig. Die Wahlbeteiligung belief sich auf 79,9 %.
| Kandidat         | Partei       | Stimmen | in %   | Anmerkungen |
| ---------------- | ------------ | ------- | ------ | ----------- |
| Richard Roesicke | Unabhängiger | 8517    | 38,0 % | 0           |
| Säuberlich       | Kons         | 5063    | 22,6 % | 0           |
| Heinrich Pëus    | SPD          | 8719    | 38,9 % | 0           |
| Karl Bachem      | Zentrum      | 89      | 0,4 %  | 0           |
| 0                | Sonstige     | 15      | 0,1 %  | 0           |

Die Zahl der abgegebenen gültigen Stimmen betrug in der Stichwahl 23.090, 88 Stimmen waren ungültig. Die Wahlbeteiligung belief sich auf 82,2 %.
| Kandidat         | Partei       | Stimmen | in %   | Anmerkungen |
| ---------------- | ------------ | ------- | ------ | ----------- |
| Richard Roesicke | Unabhängiger | 13.204  | 57,4 % | 0           |
| Heinrich Pëus    | SPD          | 9798    | 42,6 % | 0           |

### 1898
Roesicke wurde erneut von NLP und Freisinniger Volkspartei unterstützt.
Es fanden zwei Wahlgänge statt. Die Zahl der Wahlberechtigten betrug 30.688. Die Zahl der abgegebenen gültigen Stimmen betrug im ersten Wahlgang 23.952, 46 Stimmen waren ungültig. Die Wahlbeteiligung belief sich auf 78,1 %.
| Kandidat                      | Partei       | Stimmen | in %   | Anmerkungen |
| ----------------------------- | ------------ | ------- | ------ | ----------- |
| Richard Roesicke              | Unabhängiger | 9271    | 38,8 % | 0           |
| Karl Wilhelm von Riepenhausen | Kons         | 3897    | 16,3 % | 0           |
| Hermann Käppler               | SPD          | 10.731  | 44,9 % | 0           |
| 0                             | Sonstige     | 7       | 0,0 %  | 0           |

In der Stichwahl unterstützen die Konservativen den liberalen Kandidaten. Die Zahl der abgegebenen gültigen Stimmen betrug in der Stichwahl 25.671, 106 Stimmen waren ungültig. Die Wahlbeteiligung belief sich auf 83,3 %.
| Kandidat         | Partei       | Stimmen | in %   | Anmerkungen |
| ---------------- | ------------ | ------- | ------ | ----------- |
| Richard Roesicke | Unabhängiger | 13.696  | 53,8 % | 0           |
| Hermann Käppler  | SPD          | 11.769  | 46,2 % | 0           |

### 1903
Roesicke war Ende der Wahlperiode der Fraktion der FVg beigetreten. Dies führte zum Ende des Bündnisses zwischen NLP und FVg. Konservative und NLP stellten den Rechtsanwalt Dr. Rhode von der NLP als gemeinsamen Kandidaten auf. Roesicke wurde auch von der Freisinnigen Volkspartei unterstützt.
Es fanden zwei Wahlgänge statt. Die Zahl der Wahlberechtigten betrug 33.712. Die Zahl der abgegebenen gültigen Stimmen betrug im ersten Wahlgang 29.577, 36 Stimmen waren ungültig. Die Wahlbeteiligung belief sich auf 87,7 %.
| Kandidat         | Partei   | Stimmen | in %   | Anmerkungen                       |
| ---------------- | -------- | ------- | ------ | --------------------------------- |
| Richard Roesicke | FVg      | 11.416  | 38,6 % | 0                                 |
| Rhode            | NLP      | 5704    | 19,3 % | Dr. jur., Rechtsanwalt aus Berlin |
| Hermann Käppler  | SPD      | 12.268  | 41,5 % | 0                                 |
| 0                | Sonstige | 15      | 0,1 %  | 0                                 |

In der Stichwahl unterstützten auch Konservative und NLP Roesicke.
Die Zahl der abgegebenen gültigen Stimmen betrug in der Stichwahl 29.277, 147 Stimmen waren ungültig. Die Wahlbeteiligung belief sich auf 86,8 %.
| Kandidat         | Partei | Stimmen | in %   | Anmerkungen |
| ---------------- | ------ | ------- | ------ | ----------- |
| Richard Roesicke | FVg    | 16.211  | 55,7 % | 0           |
| Hermann Käppler  | SPD    | 12.919  | 44,3 % | 0           |

### Ersatzwahl 1903
Roesicke war kurz nach seinem Wahlsieg gestorben und es kam daher am 3. September 1903 zu einer Ersatzwahl. Freisinnige Vereinigung und Freisinnige Volkspartei stellten als neuen Kandidaten den bisherigen Reichstagsabgeordneten Karl Schrader auf, der sein Mandat im Reichstagswahlkreis Regierungsbezirk Frankfurt 2 verloren hatte. Die NLP fand keinen eigenen Kandidaten auf, konnte sich aber auch nicht für einen der beiden bürgerlichen Kandidaten entscheiden und rief zur Wahl eines nicht-sozialdemokratischen Kandidaten auf. Die Konservativen und der BdL verhandelten mit den linksliberalen um ein Stichwahlabkommen das aber nicht zustande kam.
Es fanden zwei Wahlgänge statt. Die Zahl der Wahlberechtigten betrug 33.712. Die Zahl der abgegebenen gültigen Stimmen betrug im ersten Wahlgang 27.358, 52 Stimmen waren ungültig. Die Wahlbeteiligung belief sich auf 81,2 %.
| Kandidat        | Partei   | Stimmen | in %   | Anmerkungen                                                |
| --------------- | -------- | ------- | ------ | ---------------------------------------------------------- |
| Karl Schrader   | FVg      | 11.083  | 40,6 % | 0                                                          |
| Schirmer        | Kons     | 3494    | 12,8 % | Rittergutsbesitzer in Neuhaus, Provinzvorsitzender des BdL |
| Hermann Käppler | SPD      | 12.715  | 46,3 % | 0                                                          |
| 0               | Sonstige | 14      | 0,1 %  | 0                                                          |

Vor der Stichwahl unterstützte die NLP Schrader. Konservative und BdL erklärten hingegen, da das Stichwahlabkommen nicht zustande gekommen war, Schrader nicht unterstützen zu können.
In der Stichwahl unterstützen die Konservativen den liberalen Kandidaten. Die Zahl der abgegebenen gültigen Stimmen betrug in der Stichwahl 27.704, 200 Stimmen waren ungültig. Die Wahlbeteiligung belief sich auf 82,2 %.
| Kandidat        | Partei | Stimmen | in %   | Anmerkungen |
| --------------- | ------ | ------- | ------ | ----------- |
| Karl Schrader   | FVg    | 14.456  | 52,6 % | 0           |
| Hermann Käppler | SPD    | 13.048  | 47,4 % | 0           |

### 1907
Bei den Wahlen 1907 unterstützen alle bürgerlichen Parteien den Amtsinhaber.
Es fand nur ein Wahlgang statt. Die Zahl der Wahlberechtigten betrug 35.610. Die Zahl der abgegebenen gültigen Stimmen betrug 32.649, 134 Stimmen waren ungültig. Die Wahlbeteiligung belief sich auf 91,7 %.
| Kandidat        | Partei   | Stimmen | in %   | Anmerkungen |
| --------------- | -------- | ------- | ------ | ----------- |
| Karl Schrader   | FVg      | 19.183  | 59,0 % | 0           |
| Hermann Käppler | SPD      | 13.332  | 41,0 % | 0           |
| 0               | Sonstige | 10      | 0,0 %  | 0           |

### 1912
Bei den letzten Wahlen im Kaiserreich traten FoVP und NLP mit gesonderten Kandidaten auf.
Es fanden zwei Wahlgänge statt. Die Zahl der Wahlberechtigten betrug 38.134. Die Zahl der abgegebenen gültigen Stimmen betrug im ersten Wahlgang 34.276, 128 Stimmen waren ungültig. Die Wahlbeteiligung belief sich auf 89,9 %.
| Kandidat       | Partei   | Stimmen | in %   | Anmerkungen          |
| -------------- | -------- | ------- | ------ | -------------------- |
| Lüdemann       | DVg      | 1786    | 5,2 %  | Ingenieur aus Berlin |
| Hugo Preuß     | FoVP     | 8415    | 24,6 % | 0                    |
| North          | NLP      | 8489    | 24,9 % | Kaufmann aus Zerbst  |
| Wolfgang Heine | SPD      | 15.450  | 45,3 % | 0                    |
| 0              | Sonstige | 14      | 0,1 %  | 0                    |

Vor der Stichwahl unterstützte die FoVP North nicht und warf ihm vor, ein verkappter Antisemit zu sein. Die Demokratische Vereinigung rief zur Wahl des SPD-Kandidaten auf.
In der Stichwahl unterstützen die Konservativen den liberalen Kandidaten. Die Zahl der abgegebenen gültigen Stimmen betrug in der Stichwahl 35.201, 566 Stimmen waren ungültig. Die Wahlbeteiligung belief sich auf 92,3 %.
| Kandidat       | Partei | Stimmen | in %   | Anmerkungen |
| -------------- | ------ | ------- | ------ | ----------- |
| North          | NLP    | 15.620  | 45,1 % | 0           |
| Wolfgang Heine | SPD    | 19.015  | 54,9 % | 0           |